# Dordinakken
Dordinakken (også skrevet Dordinakkan) er et fjeld i Sunndal kommune i Møre og Romsdal. Det har en højde på 1820 moh.